# Янам (язык)
Янам (Ninam, Xirixana, Yanam) — яномамский язык, на котором говорят у рек Мукажай, Парагуа, Урарикаа в штате Рорайма в Бразилии, а также у рек Карун и Парагуа в штате Боливар в Венесуэле. Также имеет диалекты северный (урарикаа-парагуа, шириана), южный (мукажай, ширишана) и янама.